# Marc-Antoine Fortuné
Marc-Antoine Fortuné (Cayenne, Frans-Guyana, 2 juli 1981) is een Frans betaald voetballer die bij voorkeur in de aanval speelt.

## Biografie
Fortuné begon bij Angoulême CFC, waar hij in het seizoen 1999/00 debuteerde. Hierna speelde hij bij Lille. Met zestien doelpuntloze wedstrijden achter zijn naam vertrok hij naar FC Rouen, waar hij in 34 wedstrijden tien doelpunten maakte. Na één seizoen vertrok hij naar Brest, waar hij ook één seizoen bleef. Na 32 wedstrijden en tien doelpunten werd Fortuné in 2005 vastgelegd door FC Utrecht, dat hem een contract gaf tot 2007. Het eerste seizoen had hij daar aanpassingsproblemen, maar in de voorbereiding van het 2006/2007 begon het te lopen bij de Fransman. Fortuné scoorde dat seizoen vijf treffers in 22 competitiewedstrijden en zorgde daarnaast voor verschillende van assists. In januari 2007 maakte Fortuné net voor het sluiten van de markt de overstap naar AS Nancy, naar eigen zeggen omdat die club hem financieel en sportief meer aansprak.
In de winter van 2009 vertrok Fortuné op huurbasis naar West Bromwich Albion FC. In een half jaar Premiership scoorde hij vijfmaal in zeventien duels en werd hij door de supporters van de club verkozen tot speler van het jaar. De Fransman vertrok daarop naar de Schotse topclub Celtic FC. Hij tekende in augustus 2010 een tweejarig contract bij West Bromwich Albion FC, dat hem voor een niet bekendgemaakt bedrag overnam van Celtic FC. In 2013 ging hij naar Wigan Athletic FC en in 2015 naar Coventry City FC. Hierna kwam hij uit voor Southend United en Chesterfield
In 2014 werd hij voor het eerst opgeroepen voor het Frans-Guyaans voetbalelftal maar hij debuteerde niet.

## Clubstatistieken
| Seizoen | Club                   | Duels | Goals | Competitie              |
| ------- | ---------------------- | ----- | ----- | ----------------------- |
| 1999/00 | Angoulême CFC          | 10    | 3     | CFA                     |
| 2000/01 | Angoulême CFC          | 17    | 3     | CFA                     |
| 2001/02 | Angoulême CFC          | 34    | 12    | Championnat National    |
| 2002/03 | Lille OSC              | 16    | 0     | Ligue 1                 |
| 2003/04 | → FC Rouen             | 34    | 10    | Ligue 2                 |
| 2004/05 | Stade Brestois         | 33    | 10    | Ligue 2                 |
| 2005/06 | FC Utrecht             | 31    | 6     | Eredivisie              |
| 2006/07 | FC Utrecht             | 20    | 5     | Eredivisie              |
| 2006/07 | AS Nancy               | 15    | 5     | Ligue 1                 |
| 2007/08 | AS Nancy               | 37    | 6     | Ligue 1                 |
| 2008/09 | AS Nancy               | 16    | 1     | Ligue 1                 |
| 2008/09 | → West Bromwich Albion | 17    | 5     | Premier League          |
| 2009/10 | Celtic                 | 30    | 10    | Scottish Premier League |
| 2010/11 | Celtic                 | 2     | 0     | Scottish Premier League |
| 2010/11 | West Bromwich Albion   | 19    | 2     | Premier League          |
| 2011/12 | → Doncaster Rovers     | 5     | 1     | Championship            |
| 2011/12 | West Bromwich Albion   | 17    | 2     | Premier League          |
| 2012/13 | West Bromwich Albion   | 21    | 2     | Premier League          |
| 2013/14 | Wigan Athletic         | 37    | 4     | Championship            |
| 2014/15 | Wigan Athletic         | 35    | 1     | Championship            |
| 2015/16 | Coventry City          | 25    | 4     | League One              |
| 2016/17 | Southend United        | 32    | 5     | League One              |
| 2017/18 | Southend United        | 38    | 4     | League One              |
| 2018/19 | Chesterfield           | 28    | 7     | National League         |
| 2020/21 | La Louvière Centre     | 2     | 0     | Eerste nationale        |